# Erich Ponto

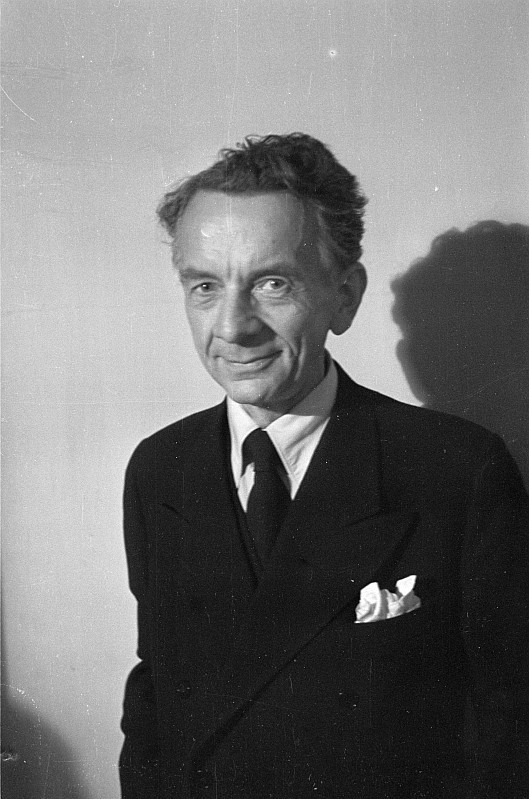
Erich Ponto (1945)

Erich Johannes Bruno Ponto (* 14. Dezember 1884 in Lübeck; † 4. Februar 1957 in Stuttgart) war ein deutscher Schauspieler und Intendant.

## Leben

### Jugendjahre
Erich Ponto wurde als jüngstes von vier Kindern des Kaufmanns Heinrich Ludwig Ponto und dessen Frau Ida, geb. Albers, in Lübeck geboren. Seine Mutter stammte aus dem holsteinischen Reinfeld; sein Vater stammte aus einer norddeutschen Kaufmannsfamilie und führte in Lübeck in zweiter Generation einen Manufakturwarenladen. Die Familie wohnte zunächst in Lübeck und zog später nach Hamburg-Eimsbüttel. Erich Ponto besuchte die Schule in Altona.

### Studienzeit
Zunächst begann Ponto ein Studium der Pharmazie. Unter seinen Hochschullehrern war Wilhelm Conrad Röntgen. Doch hatte Ponto von Jugend an einen Drang zur Schauspielerei; mit Freunden probte er Klassiker, beteiligte sich an Literaturzirkeln und entwickelte die Charaktere in den Stücken, die er spielte. Im Jahr 1905 legte er sein Provisorexamen ab und arbeitete bis 1907 in der Hirschapotheke in Beuel bei Bonn. Seine Ausbildung zum Schauspieler erhielt er 1908 bei Hans Lackner.

### Der Bühnen- und Filmschauspieler

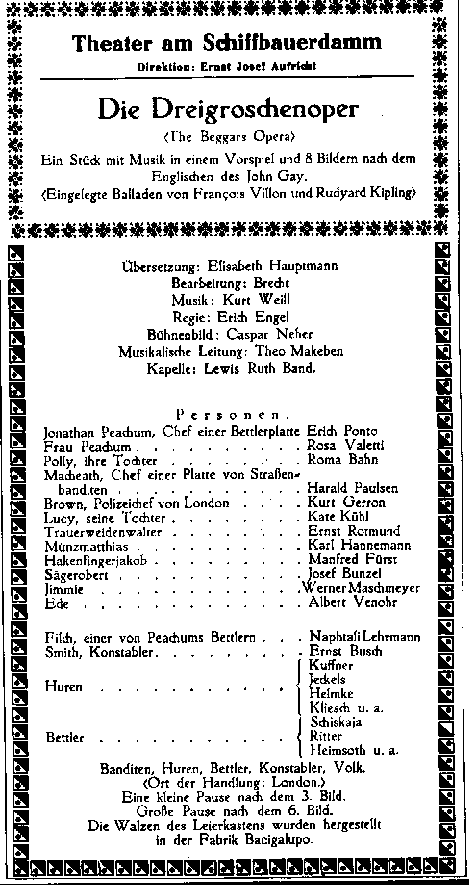
Erich Ponto als Jonathan Peachum in Dreigroschenoper

Erich Ponto erhielt seine ersten Engagements am Stadttheater Passau (1908) und im Stadttheater Reichenberg(Nordböhmen, 1910/11). Im Jahr 1916 heiratete er Tony Kresse, mit der er eine Tochter, Eva Ponto (1918–2025), verheiratete Doering, und einen Sohn, Klaus Ponto (1927–1985), ebenfalls Schauspieler, hatte. Erich Ponto war mit den Brüdern seiner Ehefrau befreundet und ging im Hause Kresse ein und aus. 
Von Beginn der Spielzeit 1914/1915 bis Ende der Spielzeit 1946/1947 war Ponto am Hof- bzw. Staatsschauspiel in Dresden engagiert, wo er in über 300 Rollen als Schauspieler auf der Bühne stand, eigene Werke verfasste, Stücke inszenierte, Lesungen veranstaltete und auch in Hörstücken für den Rundfunk mitwirkte. 
In Berlin, wo er auch darüber hinaus öfter zu erleben war, spielte er zudem 1928 im Theater am Schiffbauerdamm in der Uraufführung von Bertolt Brechts Die Dreigroschenoper die Rolle des Gaunerbosses Jonathan Peachum.
Im Jahr 1920 hatte Ponto seinen ersten Filmauftritt in dem Kurzfilm Hampelmanns Glückstag, dem 1920/1921 Der Geiger von Meißen folgte. Doch erst mit dem Tonfilm begann Ende der 1920er Jahre Pontos Kinokarriere. 
Im Dritten Reich wirkte er in mehreren Propagandafilmen mit, darunter Die Rothschilds (1940), Blutsbrüderschaft (1941) und Ich klage an (1941). Als herausragend galt er in dem Film Die Feuerzangenbowle (1944) in der Rolle des steifen Professors Crey, dem ein von Heinz Rühmann dargestellter Pennäler zahlreiche Streiche spielt. In Frauenarzt Dr. Prätorius spielte Ponto den Pathologen Professor Speiter. Neben seinen zahlreichen Filmrollen trat er am Theater auf und pendelte fast täglich zwischen Berlin und Dresden.
In den 1930er Jahren war Ponto gelegentlich als Synchronsprecher tätig. So synchronisierte er Charles Laughton in der Rolle des Kapitäns William Bligh in Meuterei auf der Bounty (1935) sowie mehrmals Lionel Barrymore, u. a. in Die Kameliendame (1936).
Als bei ihm in der NS-Zeit einmal eine Hausdurchsuchung stattfand, sollten Originalzeichnungen der vom Regime verpönten Käthe Kollwitz beschlagnahmt werden. Ponto behauptete, sie für seine Arbeit zu benötigen, und so blieben sie in seinem Besitz. Ponto wurde 1944 in die sogenannte Gottbegnadeten-Liste des Reichspropagandaministeriums aufgenommen.
Nach dem Krieg betätigte er sich politisch in Dresden. Von Ende Oktober 1945 bis zum 31. Dezember 1946 amtierte er nach Ernennung zudem als Generalintendant der damals als ‘’Bühnen der Landeshauptstadt Dresden’’ firmierenden Sächsischen Staatstheater. Am 10. Juli 1945 fand im Haus der Kirchgemeinde „Erste Kirche Christi“ die erste Aufführung des Sächsischen Staatsschauspiels nach Kriegsende statt: Nathan der Weise mit Ponto in der Hauptrolle.
Eine seiner Entdeckungen war der Dresdner Schauspieler Rolf Ludwig, der als ehemaliger Luftwaffenpilot aus dem Krieg zurückgekehrt war und bei Ponto vorsprach. Ludwig wollte hierbei sportliches Geschick beweisen und sprang am Ende des Vorsprechens aus dem Fenster. Er nahm irrtümlich an, der Raum des Vorsprechens liege im Erdgeschoss. Als Ludwig mit gebrochenem Arm vor dem Haus auf der Straße lag, rief Ponto aus dem Fenster: „Junger Mann, Sie sind engagiert.“
Eine weitere Entdeckung war Gert Fröbe. Fröbe hatte allen Mut zusammengenommen, um bei Ponto vorzusprechen. Dieser winkte zunächst wegen Fröbes sächsisch gefärbten Sprachbildes ab, nahm ihn später aber dennoch zum Schüler. Fröbes Vorsprechen kommentierte er mit den Worten: „Aber Mephisto war kein Sachse.“
1947 verließ Ponto Dresden, weil er, wie er an Kollegen schrieb, dort „nicht frei spielen“ könne, wenn er sich nicht einer bestimmten politischen Richtung verschreibe. Er trat mit Curt Goetz in Kontakt, ließ sich in Stuttgart nieder und kam an das Staatstheater Stuttgart.
Mit Orson Welles und Joseph Cotten drehte er 1949 den international bekannten Film Der dritte Mann, in dem er in einer Nebenrolle einen zwielichtigen Arzt verkörperte. Für die Spielzeit 1950/51 holte ihn Heinz Hilpert an das Deutsche Theater Göttingen. Hier spielte er die Hauptrolle in Der Bauer als Millionär von Ferdinand Raimund. Vergnüglich waren auch die sonntäglichen Matinée-Veranstaltungen, abwechselnd gestaltet von Erich Ponto und Heinz Hilpert.
Ponto verfasste zu öffentlichen und privaten Anlässen gern und häufig Gedichte.

### Letzte Jahre und Ehrungen

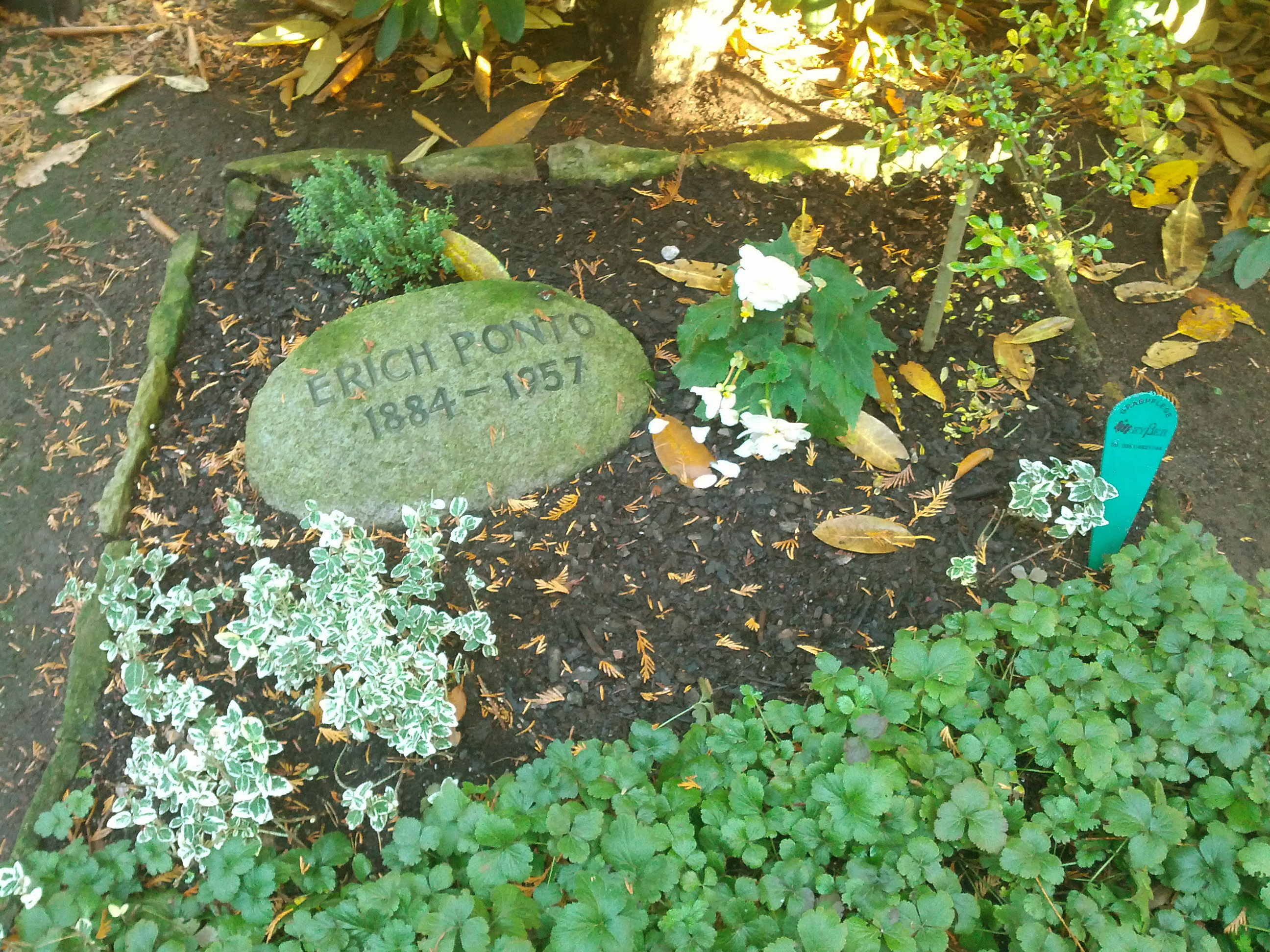
Grab von Ponto auf dem Urnenhain Tolkewitz

Nachdem er zum 20. April 1938 bereits den Titel eines Staatsschauspielers verliehen bekommen hatte, wurde er 1952 zum Württembergischen Staatsschauspieler ernannt. Zu seinem 70. Geburtstag im Jahr 1954 wünschte er, die Titelrolle in Lessings Nathan der Weise zu spielen. Im selben Jahr erhielt er das Große Bundesverdienstkreuz und 1956 das Filmband, den deutschen Filmpreis.
In seinen letzten Lebensjahren lebte er mit einer früheren Schülerin, der Schauspielerin Edith Heerdegen (1913–1982), zusammen. Er starb am 4. Februar 1957 in Stuttgart nach langer Krankheit, die ihn jedoch nicht gehindert hatte, weiterhin aufzutreten. So sah man ihn noch 1957 in dem Kinofilm Der Stern von Afrika.
Er wurde auf dem Waldfriedhof Stuttgart beigesetzt und später auf den Hamburger Friedhof Nienstedten umgebettet. Nachdem das Familiengrab in Hamburg aufgelöst wurde, ist seine Urne im März 2007 nach Dresden in den Urnenhain Tolkewitz in ein Ehrengrab der Stadt Dresden umgebettet worden.
Heute erinnern in Stuttgart eine Straße im Stadtteil Vaihingen (Erich-Ponto-Weg) und ein Gedenkstein auf dem Grab der Familie Böhm (Ehemann von Edith Heerdegen) an ihn.
Auch in Dresden ist eine Straße nach ihm benannt. Der Förderverein Staatsschauspiel Dresden e. V. vergibt seit 1999 in Würdigung und Erinnerung an Pontos langjährige Zeit am Staatsschauspiel Dresden den der Nachwuchsförderung dienenden Erich-Ponto-Preis für herausragende darstellerische Leistungen an ein Mitglied des Ensembles, als dessen Ehrenmitglied Ponto selbst geführt wird. In der Tageszeitung Dresdner Neueste Nachrichten wurde er im Jahre 2000 zu einem der „100 Dresdner des 20. Jahrhunderts“ gewählt.
Er war ein Onkel von Jürgen Ponto, dem 1977 von RAF-Terroristen ermordeten Vorstandssprecher der Dresdner Bank.

## Filmografie (Auswahl)
- 1920: Hampelmanns Glückstag
- 1921: Der Geiger von Meißen
- 1929: 1. Klangfilm
- 1931: Der Mann, der den Mord beging
- 1931: Weib im Dschungel
- 1934: Liebe, Tod und Teufel
- 1935: Das Mädchen Johanna
- 1935: Der Gefangene des Königs
- 1936: Schlußakkord
- 1937: Der Hund von Baskerville
- 1937: Tango Notturno
- 1938: Die 4 Gesellen
- 1938: Am seidenen Faden
- 1939: Hallo Janine
- 1939: Schneider Wibbel
- 1940: Das Herz der Königin
- 1940: Der Feuerteufel
- 1940: Achtung! Feind hört mit!
- 1940: Kleider machen Leute
- 1940: Wie konntest Du, Veronika!
- 1940: Das Fräulein von Barnhelm
- 1940: Die Rothschilds
- 1940: Bismarck
- 1940: Aus erster Ehe
- 1941: Blutsbrüderschaft
- 1941: Ich klage an
- 1941: Das andere Ich
- 1941: Leichte Muse
- 1942: Der Fall Rainer
- 1942: Anschlag auf Baku
- 1942: Diesel
- 1942: Der große Schatten
- 1942: Eine Nacht in Venedig
- 1942/44: Philharmoniker
- 1944: Die Feuerzangenbowle
- 1944: Der Meisterdetektiv
- 1944: Der Engel mit dem Saitenspiel
- 1944: Das kleine Hofkonzert
- 1945: Der Fall Molander
- 1945: Der Scheiterhaufen
- 1947: Zwischen gestern und morgen
- 1948: Film ohne Titel
- 1948: Das verlorene Gesicht
- 1949: Liebe 47
- 1949: Hans im Glück
- 1949: Der dritte Mann (The Third Man)
- 1949: Verspieltes Leben
- 1949: Schicksal aus zweiter Hand
- 1950: Frauenarzt Dr. Prätorius
- 1950: Tobias Knopp – Abenteuer eines Junggesellen
- 1951: Was das Herz befiehlt
- 1951: Primanerinnen
- 1952: Herz der Welt
- 1952: Liebe im Finanzamt
- 1952: Haus des Lebens
- 1952: Die große Versuchung
- 1953: Hokuspokus
- 1953: Keine Angst vor großen Tieren
- 1954: Das fliegende Klassenzimmer
- 1954: Keine Angst vor Schwiegermüttern
- 1954: Sauerbruch – Das war mein Leben
- 1954: … und ewig bleibt die Liebe
- 1954: Die verschwundene Miniatur
- 1954: Die goldene Pest
- 1955: Himmel ohne Sterne
- 1956: Rosen für Bettina
- 1956: Wenn wir alle Engel wären
- 1956: Robinson soll nicht sterben
- 1957: Die Zürcher Verlobung
- 1957: Made in Germany – Ein Leben für Zeiss
- 1957: Der Stern von Afrika

## Hörspiele und Sprechplatten
Erich Ponto hat in zahlreichen Sprechplattenproduktionen (heute auf CD veröffentlicht) mitgewirkt:
- 1948: Schneider Wibbel mit Lucy Millowitsch (Produktion des damaligen NWDR Köln, Regie: Wilhelm Semmelroth)
- 1949: Mephisto in Faust 1. Teil und 2. Teil
- 1949: Der dritte Mann (Produktion des NWDR), Regie: Wilhelm Semmelroth (Litraton)
- 1949: Reineke Fuchs (Deutsche Grammophon)
- 1949: Adalbert Stifter: Bergkristall
- 1950: Arthur Miller: Der Tod des Handlungsreisenden – Regie: Fränze Roloff (Hörspiel – HR)
- 1951: Molière: Der eingebildete Kranke (Argan) – Regie: Walter Ohm (Hörspiel – BR)
- 1952: Günter Eich: Die Andere und ich (Produktion des SDR, Regie: Cläre Schimmel)
- 1954: Das Fliegende Klassenzimmer (1954)
- (aus den '50ern wieder aufgelegt): Wilhelm Busch: Gedichte (Deutsche Grammophon)
- 1964 hrsg.: FAUST Der Tragödie erster Teil (Szenen), LITERA, Historische Aufnahme von 1952 mit Erich Ponto als Mephistopheles
- 1971 hrsg.: Die Dreigroschenoper, ETERNA, Historische Aufnahme von 1930 mit Erich Ponto als Peachum